# Дервио
Дервио (итал. Dervio) је насеље у Италији у округу Леко, региону Ломбардија.
Према процени из 2011. у насељу је живело 2681 становника. Насеље се налази на надморској висини од 219 м.

## Становништво
| 1936. | 1951. | 1961. | 1971. | 1981. | 1991. | 2001. | 2011. |
| ----- | ----- | ----- | ----- | ----- | ----- | ----- | ----- |
| 1.818 | 2.168 | 2.285 | 2.736 | 2.817 | 2.782 | 2.742 | 2.681 |